# Фелтічень
Фелтічень або Фелтичень, Фелтічені (рум. Fălticeni) — місто на Буковині у повіті Сучава в Румунії, що має статус муніципію. Адміністративно місту підпорядковані такі села (дані про населення за 2002 рік):
- Царна-Маре (839 осіб)
- Шолденешть (869 осіб)

## Географія
Місто розташоване на відстані 336 км на північ від Бухареста, 21 км на південь від Сучави, 102 км на захід від Ясс.

## Населення
За даними перепису населення 2002 року у місті проживали 29 787 осіб.
Національний склад населення міста:
| Національність   | Кількість осіб | Відсоток |
| ---------------- | -------------- | -------- |
| румуни           | 29288          | 98,3 %   |
| росіяни-липовани | 247            | 0,8 %    |
| цигани           | 151            | 0,5 %    |
| угорці           | 33             | 0,1 %    |
| німці            | 20             | 0,1 %    |
| євреї            | 17             | 0,1 %    |
| греки            | 11             | < 0,1 %  |
| українці         | 4              | < 0,1 %  |
| турки            | 4              | < 0,1 %  |
| поляки           | 4              | < 0,1 %  |
| італійці         | 3              | < 0,1 %  |
| китайці          | 1              | < 0,1 %  |

Рідною мовою назвали:
| Мова             | Кількість осіб | Відсоток |
| ---------------- | -------------- | -------- |
| румунська        | 29540          | 99,2 %   |
| російська        | 146            | 0,5 %    |
| угорська         | 30             | 0,1 %    |
| циганська        | 24             | 0,1 %    |
| німецька         | 14             | < 0,1 %  |
| грецька          | 13             | < 0,1 %  |
| українська       | 5              | < 0,1 %  |
| турецька         | 4              | < 0,1 %  |
| єврейська (їдиш) | 2              | < 0,1 %  |
| польська         | 2              | < 0,1 %  |
| італійська       | 2              | < 0,1 %  |
| китайська        | 1              | < 0,1 %  |

Склад населення міста за віросповіданням:
| Релігія                                       | Кількість осіб | Відсоток |
| --------------------------------------------- | -------------- | -------- |
| православні                                   | 28182          | 94,6 %   |
| старообрядці                                  | 280            | 0,9 %    |
| римо-католики                                 | 121            | 0,4 %    |
| п'ятдесятники                                 | 80             | 0,3 %    |
| баптисти                                      | 42             | 0,1 %    |
| бретрени                                      | 26             | 0,1 %    |
| юдеї                                          | 19             | 0,1 %    |
| реформати                                     | 17             | 0,1 %    |
| греко-католики                                | 15             | 0,1 %    |
| адвентисти                                    | 13             | < 0,1 %  |
| атеїсти                                       | 8              | < 0,1 %  |
| мусульмани                                    | 5              | < 0,1 %  |
| не релігійні                                  | 4              | < 0,1 %  |
| лютерани (Синодально-пресвітеріанська церква) | 1              | < 0,1 %  |
| не вказали релігію                            | 6              | < 0,1 %  |